# التعليم في جنوب إفريقيا

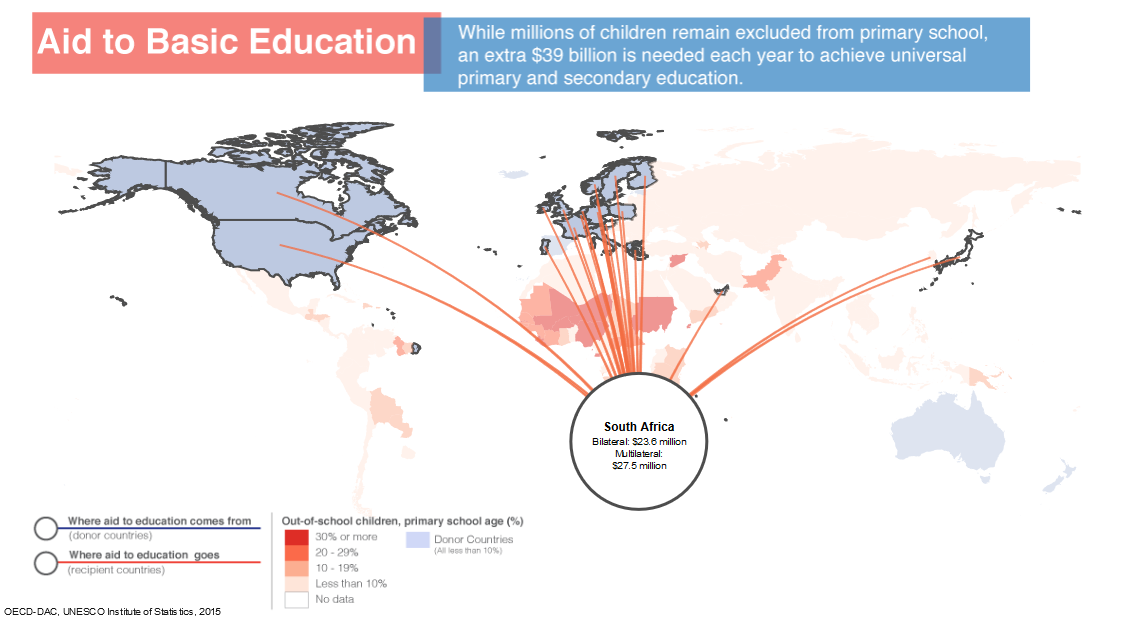
المساعدات الدولية للتعليم الأساسي في جنوب أفريقيا: تحليل للإحصائيات والدعم المقدم

التعليم في جنوب أفريقيا، محكوم من قبل إدارتين وطنيتين: قسم التعليم الأساسي المسؤول عن المدارس الابتدائية والثانوية، وقسم التعليم العالي والتدريب المسؤول عن التعليم العالي والتدريب المهني. كان كلا القسمين ممثَلين في إدارة تعليم واحدة قبل عام 2009.
يتعامل قسم التعليم الأساسي مع المدارس العامة والمدارس الخاصة (التي يشار إليها أيضًا من قبل القسم باسم المدارس المستقلة)، ومراكز تنمية الطفولة المبكرة، ومدارس ذوي الاحتياجات الخاصة. تُعرف المدارس العامة والمدارس الخاصة بشكل جماعي بالمدارس العادية، والتي تشكل ما يقارب 97% من المدارس في جنوب إفريقيا.
يتعامل قسم التعليم العالي والتدريب المهني مع كليات التعليم والتدريب، المعروفة الآن باسم كليات التعليم والتدريب التقني والمهني، ومراكز التعليم والتدريب الأساسي للبالغين، ومؤسسات التعليم العالي.
تتمتع المقاطعات التسع في جنوب إفريقيا بإدارات تعليمية خاصة بها، وتعد مسؤولة عن تنفيذ سياسات الإدارة الوطنية والتعامل مع القضايا المحلية.
تألف نظام التعليم الأساسي في عام 2010 من 12,644,208 متعلمًا، و30,586 مدرسة، و439,394 معلمًا. تألف نظام التعليم العالي والتدريب في عام 2009 من 837,779 طالبًا في مؤسسات التعليم العالي، و420,475 طالبًا في مؤسسات التعليم والتدريب المهني التي تديرها الدولة، و297,900 في مراكز التعليم والتدريب الأساسي للبالغين التي تديرها الدولة.
أنفقت حكومة جنوب إفريقيا في عام 2013 حوالي 21% من الميزانية الوطنية على التعليم، وخصصت 10% من ميزانية التعليم للتعليم العالي.
حلّت جنوب إفريقيا في المرتبة 59 في مؤشر الابتكار العالمي عام 2023، متقدمة من المرتبة 63 عام 2019. ثم تراجعت للمركز 69 في مؤشر عام 2024.

## الهيكلية والسياسات
يرأس قسم التعليم الأساسي المدير العام هوبرت ماثانزيما مويلي، وتوضع سياسته من قبل الوزيرة أنجي موتشيكغا ونائبة الوزيرة ريجينا مهاولي. يرأس قسم التعليم العالي والتدريب المدير العام غويبس كوندي، ويتولى وضع سياسته الوزير بليد نزيماندي ونائب الوزير بوتي ماناميلا.
تُمول كلا الإدارتين من ضرائب الحكومة المركزية. يدفع قسم التعليم الأساسي جزءًا من رواتب المعلمين في المدارس الحكومية، لكن المدارس المستقلة تُمول من القطاع الخاص. يجوز للمدارس الحكومية، في ظل ظروف معينة، تكملة أموالها من خلال مساهمات الآباء، وتعد هيئة إدارة المدرسة المسؤولة عادة عن جمع التبرعات في المدارس. تتكون هيئة إدارة المدرسة في المدارس الابتدائية من أولياء الأمور والمعلمين وموظفي الدعم، وفي المدرسة الثانوية من الآباء والمعلمين وموظفي الدعم والمتعلمين.

## نظام التعليم الأساسي (المدارس الابتدائية والثانوية)
قسم التعليم الأساسي الصفوف رسميًا في «مجموعتين» هما التعليم العام والتدريب، والذي يشمل الصف 0 بالإضافة إلى الصفوف من 1 إلى 9، والتعليم اللاحق والتدريب، والذي يشمل الصفوف من 10 إلى 12 بالإضافة إلى منشآت التدريب المهني غير التابعة للتعليم العالي.
تُقسم مجموعة التعليم العام والتدريب إلى «مراحل»: المرحلة التأسيسية (الصف 0 بالإضافة إلى الصفوف من 1 إلى 3)، والمرحلة المتوسطة (الصفوف من 4 إلى 6)، والمرحلة المتقدمة (الصفوف من 7 إلى 9).
لا يعكس الهيكل الإداري لمعظم المدارس العادية في جنوب إفريقيا تقسيم المجموعات والمراحل. تكون معظم المدارس لأسباب تاريخية، مدارس «ابتدائية» (الصف أر بالإضافة إلى الصفوف من 1 إلى 7)، أو مدارس «ثانوية» تعرف أيضًا بالمدارس العليا (الصفوف من 8 إلى 12).

### الصفوف الاختيارية
تقدم بعض المدارس المنزلية والمدارس الخاصة خيار إكمال سنة إضافية بعد الصف الثاني عشر، والذي يُعرف أحيانًا بالصف 13 أو «الدراسة فوق الثانوية». لا يحتوي نظام المدارس الحكومية في جنوب إفريقيا على الصف 13، ولكنه يشكل جزءًا من المناهج المغايرة التي تتبعها أحيانًا المدارس الخاصة في جنوب إفريقيا.
تتضمن المرحلة التأسيسية لقسم التعليم الأساسي صفًا لمرحلة ما قبل المدرسة يُعرف بالصف أر «الاستعداد». الصف أر إلزامي، ولكن لا تتضمن جميع المدارس الابتدائية الصف أر. يمكن الالتحاق بالصف أر في مرافق ما قبل المدرسة. تشمل الصفوف الأخرى التي يمكن اجتيازها في مركز ما قبل المدرسة الصف 00 والصف 000 (على الرغم من أن التسميات 000 و00 ليست مطبقة عالميًا). يُطلق على الصف أر أحيانًا اسم الصف 0 (يُنطق «الصف صفر»)، خاصة في مدارس البيض سابقًا، حيث كان الاستخدام شائعًا في يوم من الأيام.

### نسب الطلبة
بلغ متوسط الطلبة، 30 طالب لكل معلم، و480 طالبًا لكل مدرسة، و16 معلمًا لكل مدرسة، وفقًا لتقرير إحصاءات التعليم الأساسي لعام 2010 (نُشر في عام 2012). نسبة المتعلمين لكل معلم هي نفسها تقريبًا في جميع المقاطعات، لكن نسبة المتعلمين لكل مدرسة تختلف في كل مقاطعة، إذ يوجد في غوتنغ على سبيل المثال 800 طالب لكل مدرسة، و28 معلمًا لكل مدرسة، بينما بلغت النسب في كيب الشرقية، 350 طالبًا لكل مدرسة، و12 معلمًا لكل مدرسة.

### دخل المدرسة ومصروفاتها
تتلقى المدارس في جنوب إفريقيا منحة من الحكومة لتغطية تكاليفها التشغيلية، مثل الحفاظ على الأسس والتكاليف الإدارية والرواتب والكتب والمواد التعليمية والأنشطة خارج المدرسية. تدعم معظم المدارس المنحة الحكومية بمصادر دخل أخرى، مثل الرسوم المدرسية التي يدفعها الآباء، وفعاليات جمع التبرعات، وتلقي التبرعات.
تعيق الرسوم المدرسية المرتفعة الأطفال الأشد فقرًا من الالتحاق بمدارس الأثرياء. لا يوجد حد لمقدار الرسوم التي قد تحددها المدرسة. يمكن للوالدين التقدم إلى المدرسة للحصول على تخفيض كلي أو جزئي من الرسوم المدرسية. تقدم العديد من المدارس الثرية مساعدة مالية لعدد صغير من المتعلمين (إذا كان الوالدان من الخريجين مثلًا)، ولكنه ليس مطلبًا قانونيًا.
يُطلب من الأطفال في مدارس جنوب إفريقيا عادةً شراء الزي المدرسي وارتدائه، على الرغم من إمكانية شرائه مستعملًا في كثير من الأحيان. تقدم معظم المدارس أنشطة خارج مدرسية مثل مجموعة متنوعة من الأنشطة الرياضية والثقافية، والتي تتطلب المال للحفاظ عليها. تتضمن العديد من المدارس ملاعب رياضية خاصة بها أيضًا.
يُحدد حجم المنحة التي تدفعها الحكومة إلى حد كبير من خلال مستوى الفقر في الحي الذي تقع فيه المدرسة، وكذلك معدل البطالة ومعدل التعليم العام للسكان في ذلك الحي، وبالتالي، يجب على المدارس في المناطق الأكثر ثراءً أن تجمع المزيد من الأموال من مصادر أخرى للحفاظ على نفس مستوى التعليم، إلا أنها تمتلك غالبًا دخلًا إضافيًا كبيرًا، لدرجة أن مستوى تعليمها أعلى بكثير من مستوى المدارس الأقل ثراءً على أي حال.
يعتمد حجم المنحة الحكومية لكل طفل على «خُمس» المدرسة. تلقت المدارس التي تقع في الخُمس 1 (الأفقر) والخمس 2 في عام 2009، 807 راند و740 راند لكل طفل سنويًا على التوالي، وتلقت المدارس في الخمس 4 والخمس 5 (الأغنى) 404 راند و134 راند لكل طفل سنويًا على التوالي. يجوز للمدارس في الخُمس 1-3 التقدم بطلب التصنيف كمدرسة «بدون رسوم»، إذ أن 5% من المدارس مدارس خمس 5، و15% من جميع المدارس هي مدارس خمس 4.

#### عينة من الرسوم المدرسية
لا يُطلب من المدارس نشر رسومها المدرسية علنًا، والعديد من المدارس تتحفظ على ذلك، ولكن فيما يلي بعض الأمثلة على الرسوم المدرسية في المدارس غير الخاصة في جنوب إفريقيا:
- ثانوية سيتيلرز في بيلفيل: 15200 راند لكل طفل في السنة.[17]
- ثانوية مونومنت بارك في كرايفونتين: 9000 راند لكل طفل في السنة.[18]